# Ретюнин, Александр Сергеевич
Александр Сергеевич Ретюнин (12 марта 1962, Ленинград) — российский журналист, главный редактор журнала «РЖД-Партнёр». 
В прошлом — главный редактор федеральной газеты «Гудок» (с 2010 по 2016 год). 

## Биография
После окончания школы поступил на факультет журналистики МГУ, затем перевёлся на факультет журналистики Ленинградского государственного университета им. А.А.Жданова, который и окончил в 1985 году.
Журналистскую деятельность начал в региональной железнодорожной газете «Октябрьская магистраль». В конце 1990-х годов инициировал создание (при участии первого вице-президента ОАО «РЖД» Вадима Морозова) и возглавил журнал «РЖД-партнёр». Издание специализируется на освещении рынка транспортных услуг в России, выходит на русском, английском и китайском языках. По оценке американского эксперта Рассела Питтмана, «Лучший железнодорожный журнал». 25 сентября 2013 года под руководством Ретюнина журнал «РЖД-Партнёр» отметил своё 15-летие.
С начала 2010 года — главный редактор газеты «Гудок». Газета освещает проблемы железнодорожной отрасли России, выходит пять раз в неделю на 8 полосах тиражом 165 000 экземпляров, печатается в 25 городах РФ. Деятельность Ретюнина совпала по времени с завершающим этапом реформирования на сети ОАО «РЖД», что потребовало новых форм организации деятельности железнодорожной печати. Был создан холдинг ОАО «Газета „Гудок“», объединивший в одной связке с 1 апреля 2011 года общероссийское издание и все 16 дорожных газет России. По некоторым оценкам, с приходом Ретюнина газеты холдинга эволюционировали от застрявших в прошлом производственных многотиражек к современным профессиональным изданиям, обрели аналитический деловой стиль, получили яркое привлекательное оформление, стали содержательнее, острее поднимают проблемы не только отраслевого масштаба.
Под руководством Ретюнина в газете «Гудок» работали около 250 сотрудников, в их числе около 100 журналистов.

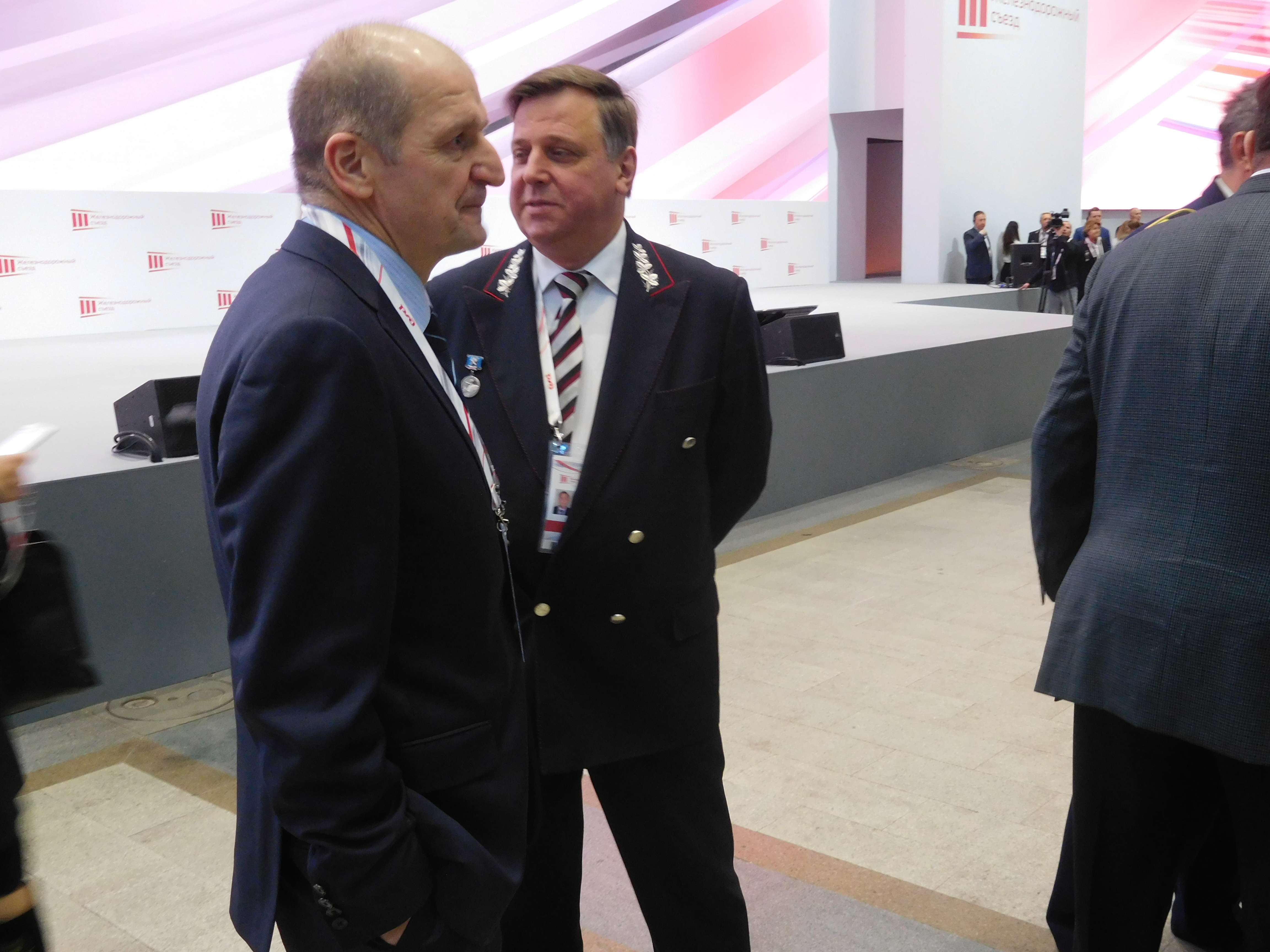
С заместителем гендиректора ОАО «РЖД» Дмитрием Шахановым на III Съезде железнодорожников

В 2012 году Ретюнин при поддержке генерального партнёра ОАО «РЖД» инициировал на страницах газеты общесетевой конкурс «Доска почёта».
С 2012 года, параллельно с основной работой в «Гудке», — главный редактор журнала для руководителей российских железных дорог «Пульт управления».
Автор многочисленных статей и интервью по проблемам реформирования железнодорожной отрасли России.
21 декабря 2012 года под руководством Ретюнина газета «Гудок» торжественным мероприятием в ЦДКЖ отметила своё 95-летие.
Комментируя ситуацию на глобальном медиарынке в январе 2016 года, Ретюнин высказал мысль, что «есть СМИ, которые обходятся без авторов, но появились и такие, которые обходятся без… читателей».
12 сентября 2016 года, согласно решению совета директоров ОАО «Издательский дом "Гудок"» и личному заявлению, Ретюнин покинул пост главного редактора газеты «Гудок». Отставка Ретюнина стала следствием его длительного конфликта с медиаменеджерами ОАО «РЖД», вскоре во главе «Гудка» его сменил Алексей Харнас.
Александр Ретюнин женат, имеет троих детей.